# Antonello Satta
Antonello Satta (Gavoi, Província de Nuoro 1929 – Càller, 2003) és un escriptor sard, una de les figures eminents de la cultura sarda de la segona meitat del segle xx.
Periodista i narradar captivador i sempre a la recerca dels aspectes menys coneguts de la cultura i la memòria popular sarda. Fundador i director de la revista Nazione Sarda que en els anys setanta ha estat centre de debat rigorós sobre temes d'actualitat sarda. També ha estat director de l'editorial Jaca Book de Milà.

## Obres
- Cronache del sottosuolo
- Sa scomuniga de predi Antiogu arrettori de Masuddas (1983) edició
- I proverbi di Gallura (1992)
- Istoria de Cantoni Buttu e de sos cantadores a ballu (2003)